# Добрынский сельсовет (Гомельская область)
Добрынский сельсовет (белор. Дабрынскі сельсавет) — административная единица на территории Ельского района Гомельской области Республики Беларусь. Административный центр — агрогородок Добрынь.

## История
Образован 20 августа 1924 года как Анзельмовский сельсовет в составе Каролинского района Мозырского округа БССР. Центр-деревня Анзельмовка. 24 сентября 1926 года реорганизован в Анзельмовский национальный немецкий сельсовет. В 1929 году деревня Анзельмовка получила название Роза Люксембург, сельсовет переименован в Роза-Люксембургский национальный немецкий сельсовет. После упразднения окружной системы 26 июля 1930 года в Каролинском районе БССР, который 5 февраля 1931 года переименован в Ельский район. С 21 июня 1935 года в Ельском районе Мозырского округа. В 1937 году Роза-Люксембургский сельсовет реорганизован в белорусский сельсовет. С 20 февраля 1938 года в Ельском районе Полесской области, с 8 января 1954 года — Гомельской области. 16 июля 1954 года к сельсовету присоединена территория упразднённого Кузьмицкого сельсовета, центр сельсовета перенесён в деревню Словечно. В 1969 году сельсовет переименован в Словечанский сельсовет. 25 февраля 1977 года центр сельсовета перенесён в деревню Роза Люксембург, сельсовету возвращено название — Розалюксембургский сельсовет.
26 сентября 2006 года в состав сельсовета из Млынокского сельсовета были переданы деревни Добрынь, Даниловка и посёлок Добрынский, центр сельсовета перенесён в деревню Добрынь, а сельсовет переименован в Добрынский.
15 января 2023 года Добрынский и Млынокский сельсоветы Ельского района Гомельской области объединены в одну административно-территориальную единицу — Добрынский сельсовет Ельского района Гомельской области, с включением в его состав земельных участков Млынокского сельсовета.

## Состав
Добрынский сельсовет включает 15 населённых пунктов:
- Бобруйки — деревня.
- Даниловка — деревня.
- Добрынский — посёлок.
- Добрынь — агрогородок.
- Зелёный Бор — посёлок.
- Княжеборье — деревня.
- Новая Рудня — деревня.
- Мазуры — деревня.
- Млынок — агрогородок.
- Полесск — посёлок.
- Половки — деревня.
- Роза Люксембург — деревня.
- Санюки — деревня.
- Словечно — деревня.
- Ульяновка — деревня.